# Pilsner Urquell

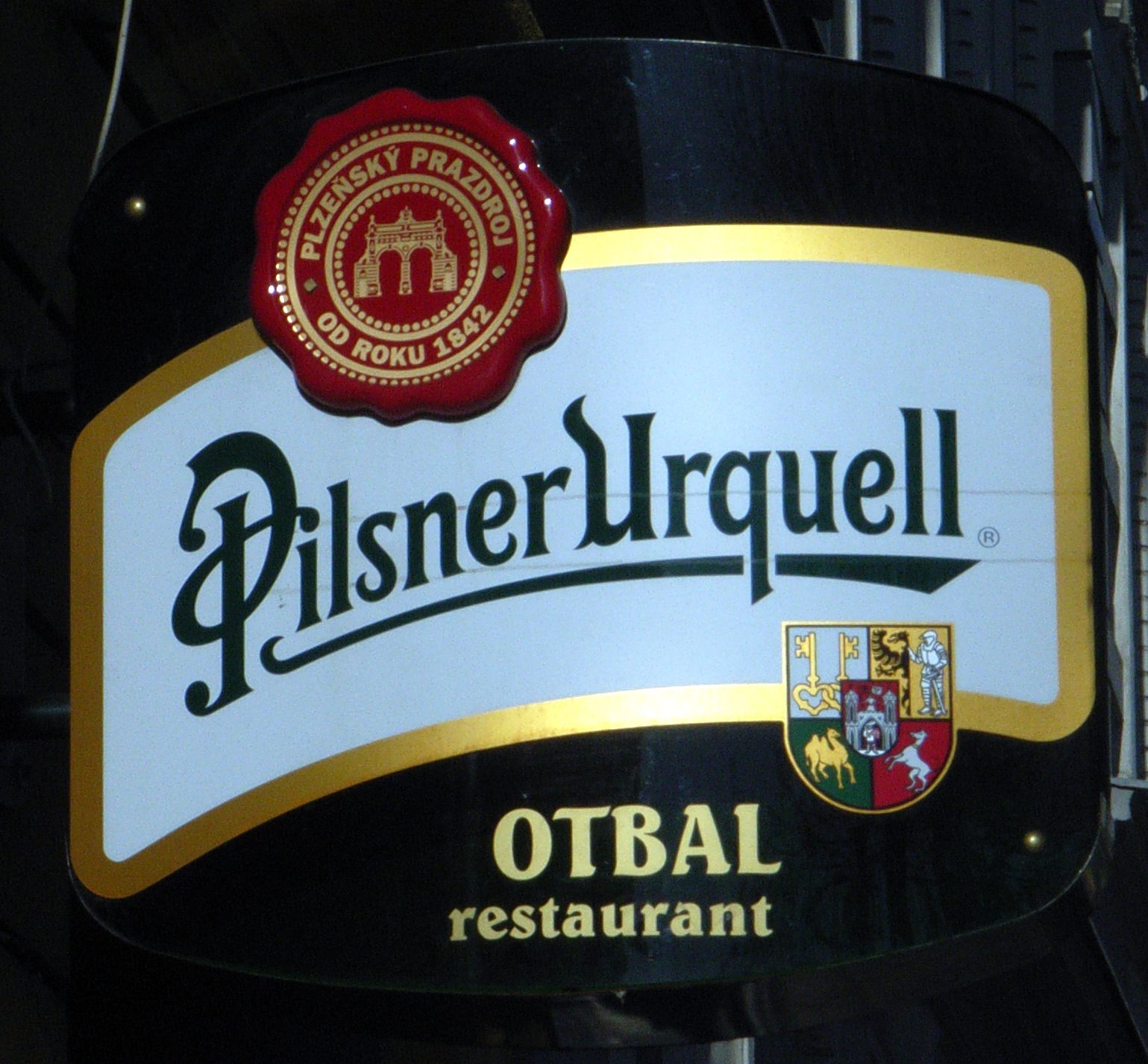
Het logo van Pilsner Urquell

Pilsner Urquell (internationale naam) of Plzeňský Prazdroj (Tsjechische naam) is een biermerk uit de Tsjechische stad Pilsen. Het wordt sinds 1842 gebrouwen en geldt als het eerste pilsener bier. In december 2016 werden de Oost-Europese activiteiten van AB InBev (inmiddels gefuseerd met SABMiller) overgenomen door de Japanse Asahi Group Holdings voor een bedrag van 7,3 miljard euro, waaronder de merken als Tyskie, Lech (Polen), Pilsner Urquell, Dreher (Hongarije) en Ursus (Roemenië). De huidige brouwmeester van Pilsner Urquell is Václav Berka.
Waarschijnlijk werd er in Pilsen al kort na de stichting van de stad in het jaar 1295 bier gebrouwen. Omdat het bier in Pilsen aan het begin van de 19e eeuw van zeer slechte kwaliteit was, besloten de inwoners van de stad die een brouwvergunning hadden, een nieuwe brouwerij te bouwen. In de lente van 1842 werd de Beierse brouwer Josef Groll als eerste brouwmeester aangesteld. In 1898 werd het handelsmerk Pilsner Urquell opgericht.
Pilsner Urquell wordt in Nederland door Koninklijke Grolsch B.V. en in België door Corsendonk geïmporteerd.